# Марята
Марята — река в России, протекает в Куньинском районе Псковской области. Исток реки находится у деревни Стишково Слепневской волости. Течёт на запад. Устье реки находится в 177 км по правому берегу реки Кунья. Длина реки составляет 14 км.
У истока на реке стоят деревни Слепневской волости Стишково и Кожино. Ниже река протекает по территории Ущицкой волости. Здесь стоят деревни Лукино, Ямниково. Устье находится между деревнями Зеленово и Дохино.

## Данные водного реестра
По данным государственного водного реестра России относится к Балтийскому бассейновому округу, водохозяйственный участок реки — Ловать и Пола, речной подбассейн реки — Волхов. Относится к речному бассейну реки Нева (включая бассейны рек Онежского и Ладожского озера).
Код объекта в государственном водном реестре — 01040200312102000023216.